# PragerU
PragerU (ou "Prager University") é uma organização de mídia digital independente, sem fins lucrativos, voltada a produção de conteúdo educacional de orientação conservadora.
Apesar do nome característico, a Prager University não é uma instituição acadêmica formal, pois tampouco emite certificados e diplomas. Os vídeos da PragerU, que cobrem uma variedade de tópicos, incluindo negacionismo climático, questões raciais e oposição à imigração, foram criticados por conteúdo enganoso ou factualmente incorreto.
PragerU foi fundada em 2009 pelo radialista conservador Dennis Prager e pelo produtor de rádio e roteirista Allen Estrin que escreveu Pocahontas II: Journey to a New World. Prager criou PragerU em sociedade com Estrin a fim de apresentar os seus pontos de vista conservadores em contraponto com aqueles que eles consideram de esquerda, que estariam supostamente comprometendo educação universitária do país. Os vídeos produzidos por PragerU duram cerca de cinco minutos e frequentemente são apresentados por um orador que argumentam o seu ponto de vista.
Desde um processo judicial ocorrido em 2013, em torno de questões de direito autoral e fotografia, a PragerU passou a adotar preferencialmente animações próprias para ilustração de seus vídeos educacionais. No seu canal oficial no YouTube atualmente acumula mais de 320 vídeos. A organização atualmente é financiada por doações de pessoas de todo o mundo. De acordo com a CEO da entidade, Marissa Streit, um grupo de aproximadamente 500 estudantes, denominados de "PragerFORCE", promovem os vídeos pela internet para potencializar a sua divulgação.
Em março de 2017, o jornalista e comentarista brasileiro, Felipe Moura Brasil, foi convidado pela entidade para participar da gravação de um vídeo que se tornou viral. O título do vídeo é “How Socialism Ruined My Country”, que em menos de um mês acumulou mais de três milhões de visualizações. Ele também participou de entrevista e conferências associada à entidade, em que expôs a sua análise da atual conjuntura política e cultural brasileira.
Em 23 de outubro de 2017, a PragerU impetrou um processo judicial contra o Google reclamando que 37 de seus vídeos foram injustamente desmonetizados ou indevidamente sinalizados para os internautas de que eles somente poderiam ser vistos pelo modo restrito, supostamente por serem impróprios para determinadas pessoas. Segundo a Ars Technica, especializado em notícias e opiniões sobre tecnologias, o filtro modo restrito "limita as visualizações com base em certas características que incluem a idade do internauta".